# Sármellék
Sármellék je vas na Madžarskem, ki upravno spada pod podregijo Keszthely–Hévízi Županije Zala.
Tu se nahaja Mednarodno letališče Sármellék.